# مايك مورغان (موسيقي)
مايك مورغان (بالإنجليزية: Mike Morgan)‏ هو موسيقي ومغني وكاتب أغاني أمريكي، ولد في 30 نوفمبر 1959 في دالاس في الولايات المتحدة.

## وصلات خارجية
- مايك مورغان على موقع ميوزك برينز (الإنجليزية)
- مايك مورغان على موقع أول ميوزيك (الإنجليزية)
- مايك مورغان على موقع ديسكوغز (الإنجليزية)